# Marie Martine Bonfils
Marie Martine Bonfils, född 1731, död 1804, var en dansk affärsidkare. 
Hon var dotter till Henric Jacobus Verhagen och Engelke Angelche Geisberg från Brabant och gifte sig 1749 med Ditlev Carl Philibert Bonfils (1718–1773) från Elsass. Hennes make var bryggare och vinhandlare, invandrad från Frankrike, och byggde upp ett bryggeri och vinhandel i Köpenhamn. 
Hon övertog verksamheten efter hans död 1773 och den var under hennes verksamhetstid en av de största inom sitt fack i Danmark.  Vid makens död överlät hennes son Heinrich Bonfils (d. 1797) sin fars tillstånd som bryggare på sin mor, medan han tog över faderns tillstånd som vinhandlare.  Heinrich blev dock bankrutt 1784, medan hans mor drev vidare bryggeriet på Springgade med stor framgång: när han avled lämnade han efter sig 100 rigsdaler, medan moderns halva av bryggeriet (resten delades på hennes barn), 1788 uppgick till 19,875 rigsdaler.  Det kan påpekas att bryggar-yrket vid denna tid tillhörde högstatusyrkena inom Köpenhamns borgerliga värld och att bryggarna beskattades högre än både vinhandlarna och andra yrken inom mat och dryck.  
Bonfils var under sin samtid en av Danmarks mest betydande kvinnliga affärsidkare, jämsides Anna Magdalena Godiche, Johanne Wadum Black Erichsen och Elisabeth Christine Berling. Det var inte ovanligt med kvinnliga bryggare, där det ska ha funnits åtminstone tjugo stycken vid samma tid, men Bonfils och Berling var otvivelaktigt storföretagare som räknades vid sidan av de mest framgångsrika manliga bryggarna, och eftersom Berling fördelade sin framgång även på annan verksamhet, kan Bonfils ses som den mest framgångsrika kvinnliga bryggaren. 
År 1788 delades hennes bryggeri när arvet slutligen skiftades på henne och hennes sju barn.  Det uppgick då till 19,875 rigsdaler. Trots uppdelningen beskattades hennes bryggeri fortsatt på en förmögenhet och tycks ha fortsatt som en av Danmarks främsta. Hon arbetade sedan med sin näst äldste son Joseph (d. 1801), som 1797 dessutom övertagit vinhandeln efter brodern. Hon lämnade efter sig en förmögenhet på 9,937 rigsdaler. 